# Billy Barnes (Cricketspieler)
William Barnes (auch bekannt als Billy Barnes; * 27. Mai 1852 in Sutton-in-Ashfield, Vereinigtes Königreich; † 24. März 1899 in Mansfield Woodhouse, Vereinigtes Königreich) war ein englischer Cricketspieler, der zwischen 1880 und 1890 für die englischen Nationalmannschaft spielte.

## Aktive Karriere
Barnes gab sein First-Class-Debüt für Nottinghamshire in der Saison 1875. Sein Debüt für die Nationalmannschaft gab er in der Saison 1880 gegen Australien. Er war dann in der Folge Teil bei der englischen Teams bei den Heimtouren in 1882 und 1884 und bei der Tour in Australien in der Saison 1882/83. Bei allen konnte er jedoch nicht herausragen. Seinen ersten wichtigen Beitrag leistete er im ersten Test der Ashes Tour 1884/85, als ihm ein Century über 134 Runs gelang und er dann im zweiten Innings mit 3 Wickets für 51 Runs den Sieg einleitete. Im zweiten Test der Serie konnte er dann neben ein Fifty über 58 Runs insgesamt neun Wickets (3/50 und 6/31) erreichen und so den deutlichen Sieg ermöglichen. Nach dem Verlust des dritten Spiels erzielte er bei der ausgleichenden Niederlage ein Fifty (50 Runs) und vier Wickets (4/61), bevor er im vierten, bevor er mit 74 Runs im letzten Spiel dann den Seriensieg ermöglichte. Im Sommer 1886 konnte er dann gegen Australien mit einem Fifty über 58 Runs und 3 Wickets für 25 zum Innings-Sieg im ersten Test beitragen. Bei der Tour in Australien im folgenden Winter ermöglichte er mit 6 Wickets für 28 Runs im zweiten Innings des ersten Tests den knappen Sieg mit 13 Runs. Jedoch verpasste er den zweiten Test, wohl weil er versuchte einen Faustschlag gegen den australischen Kapitän Percy McDonnell richtete, der sich jedoch wegduckte und so Barnes gegen die Wand schlug. Im zweiten Test der Ashes Tour 1888 konnte er dann mit einem Half-Century über 62 Runs und einem Fife-for über 5 Wickets für 32 Runs herausragen. Sein letzter Einsatz im Nationalteam erfolgte dann im Sommer 1890, wo er gegen Australien nicht mehr herausstach. In der Folge spielte er noch bis zur Saison 1894 für Nottingham.

## Nach der aktiven Karriere
Nach seiner Cricket-Karriere betrieb er einen Pub und verstarb im Alter von 46 Jahren im Jahr 1899.